# Erlenbach (Svizzera)
Erlenbach (toponimo tedesco) è un comune svizzero di 5 517 abitanti del Canton Zurigo, nel distretto di Meilen.

## Geografia fisica
Erlenbach si affaccia sul Lago di Zurigo.

## Monumenti e luoghi d'interesse

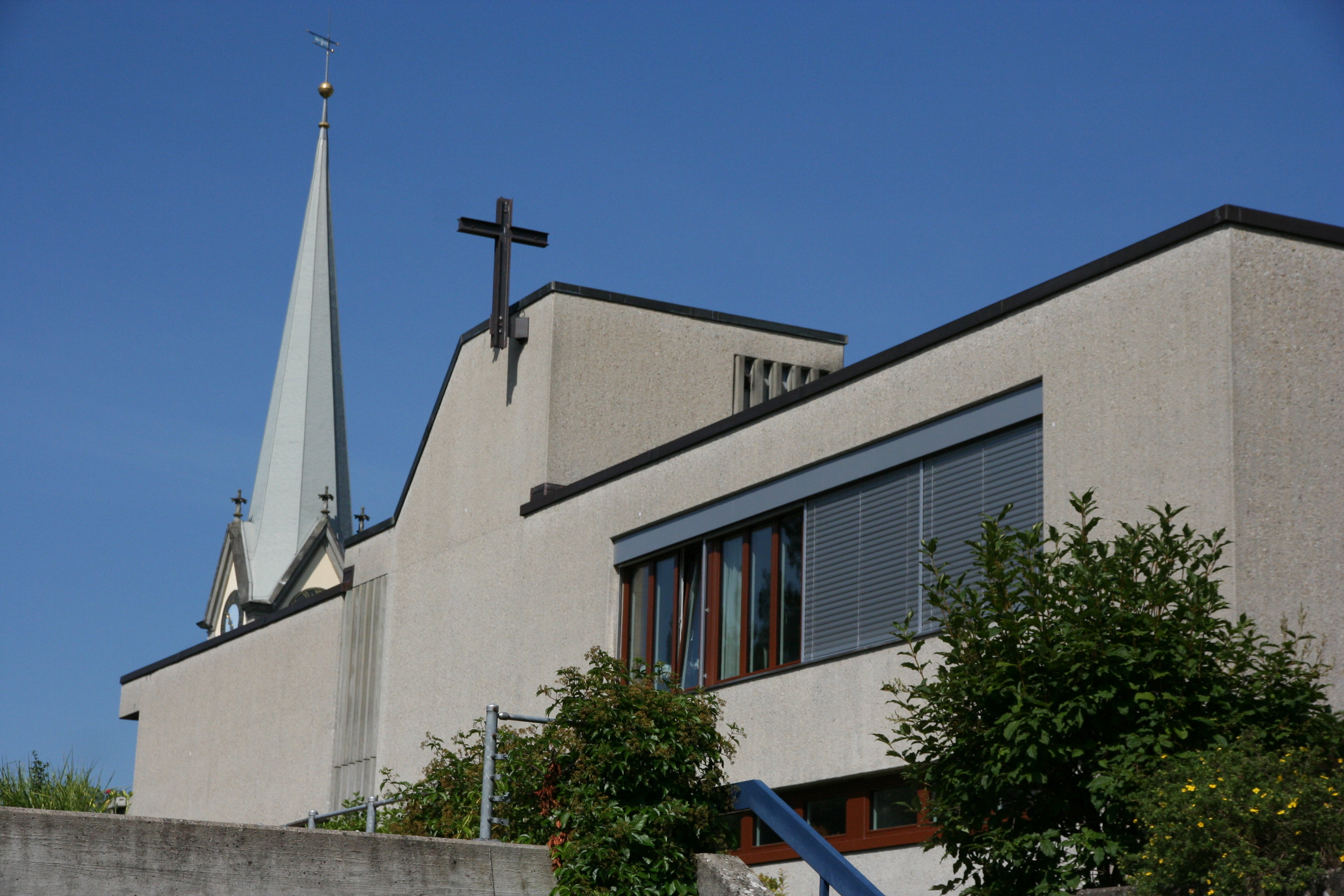
La chiesa di Sant'Agnese

- Chiesa riformata (già di Sant'Agnese), attestata dal 1275 e ricostruita nel 1497-1517 e nel 1890[1];
- Chiesa cattolica di Sant'Agnese, eretta nel 1974[senza fonte].

## Società

### Evoluzione demografica
L'evoluzione demografica è riportata nella seguente tabella:
Abitanti censiti

## Infrastrutture e trasporti
Erlenbach è servito dall'omonima stazione sulla Rechtsufrige Zürichseebahn.

## Amministrazione
Ogni famiglia originaria del luogo fa parte del cosiddetto comune patriziale e ha la responsabilità della manutenzione di ogni bene ricadente all'interno dei confini del comune.